# Ultron
Ultron é um personagem da editora de histórias em quadrinhos da Marvel. Ele é um robô Supervilão inimigo dos Vingadores. Foi criado por Roy Thomas e John Buscema e sua primeira aparição foi em Avengers # 54 de julho de 1968.

## Origem
O robô Ultron foi projetado por Dr. Henry Pym (que na época participava dos Vingadores como Homem-Formiga). O corpo de Ultron é constituído de uma variação de Adamantium, metal fictício do Universo Marvel praticamente indestrutível. Ultron rebelou-se contra o criador e hipnotizou Hulk para atacar os Vingadores, sendo dado como destruído na luta que se seguiu. Depois disso seu programa passou a aperfeiçoar seu corpo de metal, que já teve várias versões.
Ultron é notável por ter criado dois seres que se tornaram poderosos Vingadores: o Visão, de uma cópia que fez do corpo andróide do Tocha Humana Original. E Jocasta, uma versão fêmea do próprio Ultron.
Recentemente Ultron participou da saga chamada Aniquilação.

## Década de 1960
Embora Ultron tenha aparecido pela primeira vez em Avengers # 54 (julho de 1968), o personagem estava disfarçado e apenas na última página da edição é que o seu rosto aparece, sem contudo receber um nome. O personagem faz com que os Mestres do Terror lutem contra os Vingadores. Na edição seguinte, # 55 (agosto 1968), o personagem é identificado como Ultron-5, o autômato vivo, embora sua origem continue desconhecida. Em Avengers # 57 - 58 (outubro-novembro de 1968), em um sequência de flashback, é revelado que Ultron foi o criador do sintozóide Visão, a quem ele tenta usar como arma para destruir os Vingadores. O Visão, no entanto, destrói Ultron com a ajuda dos Vingadores.
Além disso, novos flashbacks revelam que Ultron foi criado por Henry Pym, que usou seus próprios padrões cerebrais no robô. Ultron desenvolveu gradualmente a sua própria inteligência e se rebelou, num sintoma de seu Complexo de Édipo que o leva a sentir um ódio irracional de seu "pai" Pym. E demonstra um interesse na mulher dele, Janet Van Dyne, a Vespa. Ele se reconstrói e se moderniza por cinco vezes e hipnotiza Pym, fazendo com que o cientista se esqueça de tê-lo criado.
A próxima aparição de Ultron foi em Avengers #66 - 68 (julho-setembro de 1969), na qual o personagem, agora referindo-se a si mesmo como Ultron-6, usa a fictícia liga de adamantium para tornar seu corpo quase indestrutível. Usando o nome de Ultimate Ultron, os seus planos para destruir a humanidade são novamente frustrados pelos Vingadores.

## Década de 1970
Um cruzamento das revistas Avengers # 127 (setembro 1974) e Fantastic Four # 150 (setembro 1974) apresentou Ultron (agora Ultron-7), recriado pelo Inumano Raio Negro com o corpo do andróide Omega, atacando o casamento de Cristalys com Mercúrio. Ele enfrentou os Vingadores, Inumanos, Quarteto Fantástico até que foi destruído novamente. O personagem voltou em Avengers # 161 -162 (julho-agosto 1977) como Ultron-8, onde é responsável pela criação de Jocasta a quem pretende tomar como uma noiva robótica. Pouco depois, em Avengers # 170-171 (abril-maio 1978), os Vingadores, com a ajuda da Miss Marvel, lutam e derrotam Ultron-8.

## Década de 1980
Ultron reaparece em Avengers # 201-202 (novembro-dezembro de 1980) como Ultron-9 e em Marvel Two-In-One # 92-93 (outubro-novembro de 1982) como Ultron-10, ambos fazendo os heróis os recriarem antes de serem derrotados por eles. Depois de ser recriado rapidamente (como Ultron-11) pelo Beyonder para lutar nas Guerras Secretas e com um breve encontro com o Coisa, Ultron é destruído novamente. O Coisa traz a cabeça de Ultron de volta à Terra como um souvenir. O objeto é descartado e esquecido pelo herói quando ele sofre um ataque de inimigos.
Um novo Ultron (Ultron-12) se alia ao vilão Ceifador e seus aliados (Nekra, Golias (Erik Josten), Homem-Macaco e Black Talon), em uma tentativa de destruir Magnum (irmão do Ceifador). Embora os vilões fossem derrotados pelos Vingadores da Costa Oeste, Ultron-12 começa a formar um relacionamento com seu "pai", Henry Pym. Ultron-12 chama a si mesmo de Ultron Mark 12, em um esforço para parecer mais humanizado. Ao se reconstruir, Ultron-11 entra em conflito com Hank Pym e Ultron-12. Com a ajuda de Magnum, eles destroem Ultron 11. Ultron-12, em seguida, é desativado, mas antes fala a Pym que ficara feliz em ajudar a salvá-lo.

## Década de 1990
Agora Ultron aparece como um peão do Doutor Destino, tendo sido reconstruído com todas as personalidades anteriores ativadas ao mesmo tempo, resultando em uma forma de loucura robótica. Ultron luta com o Demolidor mas um conflito de programação o desativa.
Outra versão do Ultron aparece (Ultron-13) e é detido pelos Vingadores da Costa Oeste. Depois de escapar do cativeiro esta versão tenta obter uma nova forma de vibranium chamado Nuform, mas é repelido pelos esforços combinados do Homem de Ferro, Pantera Negra e Homem-Aranha. Ultron (Ultron-11) aparece rapidamente como cativo de um Doombot altamente avançado mas é liberado quando o vilão é derrotado por um deathlok.
Ultron-13 escapa da prisão e se transforma em "Ultron Ultimate" (tecnicamente, Ultron-14) e captura a heroína Hárpia dos Vingadores da Costa Oeste, usando os padrões cerebrais dela para criar uma nova companheira robótica chamado Alkhema. Alkhema ajuda Ultron, mas ambos acabam sendo lançados ao Espaço graças a um estratagema do Visão O personagem reaparece com Alkhema e, juntos, eles pretendem criar um "inverno vulcânico", colocando bombas sob vários vulcões. Os Vingadores da Costa Oeste param a dupla por mais uma vez, e Alkhema se rebela e deixa Ultron. Outro Ultron (Ultron-15) é encontrado pela Visão, mas se descobriu ter sido ele "infectado" pela emoção humana e com grave deterioração, apresenta sintomas que lembram o alcoolismo. Este Ultron e Jocasta recriada decidem explorar o mundo com o Visão durante um tempo.
Depois de uma breve aparição (como Ultron-17), o personagem - com a ajuda de Ultron-16 - submete a população do estado fictício de Slorenia antes de mais uma vez serem derrotados pelos Vingadores.

## Anos 2000
Os Vingadores descobriram que todas as criações de Ultron (Visão, Jocasta e Alkhema) tem um programa secreto embutido - que os obriga a reconstruirem subconscientemente Ultron. Neste caso, é que, sem querer, Alkhema reconstrói Ultron quando ela tentava criar uma nova espécie de bio-sintozóides. Ultron-18 foi, no entanto, composto de aço, e é destruído quando a base subterrânea de Alkhema explode. A cabeça de Ultron foi recuperada por um dos sintozóides, uma menina artificial chamada Antígona.
Homem de Ferro encontra um Ultron formado a partir de uma versão antiga de sua armadura e a cabeça de Ultron-18, que lidera a seita dos Filhos de Yinsen em uma tentativa de conquista através da religião. O personagem é derrotado pelo Homem de Ferro e Jocasta. Outro Ultron (possivelmente Ultron-13), cria o ciborgue Victor Mancha, que é para ser usado como um agente infiltrado contra os Vingadores. Mancha, porém, se rebela e se junta aos Fugitivos. Ultron se disfarça como o  Doutor Destino, revelando-se antes de ser derrotado em uma batalha contra os Fugitivos e o Excelsior.
Em junho de 2007, a Marvel lançou um novo título dos Vingadores chamado The Mighty Avengers por Brian Michael Bendis e Frank Cho. No arco das seis primeiras edições, Ultron interfaceia com a armadura do Homem de Ferro, que estava integrado ao corpo de Stark. Este programa permite a Ultron transformar o Homem de Ferro em uma nova versão dele que tem a aparência humana da Vespa, embora com uma pele metálica. Esta versão é finalmente destruída pelo novo Vingador Ares, que utiliza um vírus de computador (criado por um agente Skrull que na época se passava por Henry Pym) para eliminar o programa Ultron da armadura do Homem de Ferro. A imagem de Ultron, mais tarde, aparece brevemente em um dos computadores de Pym.
A minissérie Annihilation: Conquest traz uma versão do Ultron com a raça alienígena Falange, que o veem como pai. Depois de invadir o espaço Kree e tomar o controle do corpo de Adam Warlock, Ultron esperava conseguir "a verdadeira perfeição tecno-orgânica". Mas é forçado a abandonar o corpo pelo Warlock da Tecno-Anarquia. É destruído em combate por Aparição e Quasar.
Na minissérie Avengers / Invaders, é revelado que os robôs da SHIELD foram substituídos parcialmente por versões de Ultron. Quando o Tocha Humana Original apareceu no presente, eles secretamente parasitaram a sua fisiologia andróide única. As equipes combinadas (mas, principalmente, o Tocha), no entanto, descobrem o plano e destroem os andróides.

## Década de 2010
Em Mighty Avengers, Ultron é mostrado infiltrando Jocasta na Mansão Infinito dos Vingadores. Ele chama a si próprio de Ultron Pym e visa matar e substituir o seu pai antes de usar a Mansão para conquistar o universo. Pym eventualmente oferece a Ultron um compromisso, permitindo que Jocasta se torne sua noiva, sobre a condição de que ele se exile no Ultraespaço. Ultron concorda, mas avisa que governará a todos um dia.
Em Os Vingadores, a equipe visita um futuro possível em que quase toda a humanidade é destruída por Ultron. Kang, o Conquistador tenta alistar-se para derrotar seu inimigo robótico, mas outro grupo de heróis e vilões, arrancadas em todo tempo e espaço acaba destruindo este Ultron.
Mais tarde, também em Avengers, a Inteligência, uma seita de supervilões super-inteligentes, descobrir o corpo inerte de um Galadorian Spaceknight e tentar reativar seu aparelho eletrônico, na esperança de explorá-la. Apesar dos Vingadores interromperem suas tentativas, o corpo ativa, revelando que ele contém a consciência do Ultron, que tinha escapado de destruição após os eventos de aniquilação: conquista. O novo Ultron escapa e homem de ferro gravemente prevê que quando ele voltar, ele trará o Apocalipse para a humanidade.
Durante o enredo a Era de Ultron, Ultron retorna e conquista o mundo enquanto, lentamente, remodela-o à sua imagem. O Ultron sentinelas estão guardando as ruas à procura de quaisquer fugitivos. Hawkeye corre para o Ultron sentinelas como ele estava resgatando Superior Homem-Aranha ainda consegue destruir o Ultron Sentinelas presentes. Mais tarde é revelado que Ultron é realmente do futuro e está usando visão como um conduíte para punir a humanidade. Enquanto uma equipe de ataque viaja no futuro para lutar contra Ultron, Wolverine e Mulher Invisível voltam atrás no tempo para matar o Pym, antes que ele possa criar Ultron em primeiro lugar. Isso resulta em um mundo onde Tony Stark controla um exército de zangões robóticos e que Morgan le Fay conquistou metade do mundo. Viajar no tempo mais uma vez, Wolverine consegue parar mesmo de matar Pym e ele, Pym e Susan Storm bolar um plano diferente. Este plano resulta em um resultado diferente do confronto prévio entre os Vingadores e a Intelligencia; permite uma 'Backdoor' instalado em Ultron em sua criação original que Hank Pym e homem de ferro destruir o robô, em vez disso, desviando os eventos que levaram a 'Era de Ultron'.

## Poderes e habilidades
O aspecto visual e os poderes do personagem foram variados, mas os poderes sobre-humanos comuns incluem os níveis de força, velocidade, resistência, durabilidade e reflexos; voo em velocidades supersônicas, e várias armas ofensivas tais como explosões concussivas de energia disparada de seus sensores ópticos e mãos, e uma "eletroencefalografia", que coloca a vítima em um coma mortal. Esse raio também permite a Ultron hipnotizar e colocar vítimas sob seu controle mental, ou implantar subliminarmente comandos hipnóticos em suas mentes a serem ativadas em um momento posterior. Ultron também tem a capacidade de converter a radiação eletromagnética em energia elétrica para uso ou armazenamento. Ultron tem um intelecto genial, uma capacidade de inteligência criativa e de auto-reparo, cibernética sobre-humana, capacidades analíticas, bem como poder processar informações e fazer cálculos com velocidade sobre-humana e alta precisão. O personagem é um especialista em robótica e estratégia.
A armadura exterior é geralmente composta de Adamantium primário, quase completamente imune a danos. (O primeiro uso do termo "adamantium" pela Marvel Comics foi feita em referência ao Ultron em Avengers # 66, publicada em julho de 1969). A maioria das unidades Ultron é alimentada por uma fornalha nuclear de pequena dimensão interna e incorpora um "transmissor de programa", que pode transferir por feixe ou toda a memória/personalidade do sistema Ultron em outros sistemas de computador ou duplicar corpos robóticos. Ultron também pode controlar outros computadores à distância. Ultron, ocasionalmente, reformou-se com uma aparência humanoide acima da cintura e uma máquina complexa, incluindo os aparelhos de raio trator para o voo, abaixo da cintura. Um modelo de Ultron mais tarde desenvolveu a tecnologia mente-colméia, permitindo animar e controlar centenas de corpos suplentes simultaneamente. Ultron também usa um rearranjador molecular interno que torna o adamantium de sua armadura mais maleável e assim passou a ter a capacidade de reestruturar a sua forma física. O circuito eletrônico de Ultron é cuidadosamente protegido contra danos, embora a Feiticeira Escarlate tenha sido capaz de causar-lhe problemas de funcionamento.

## Outras versões

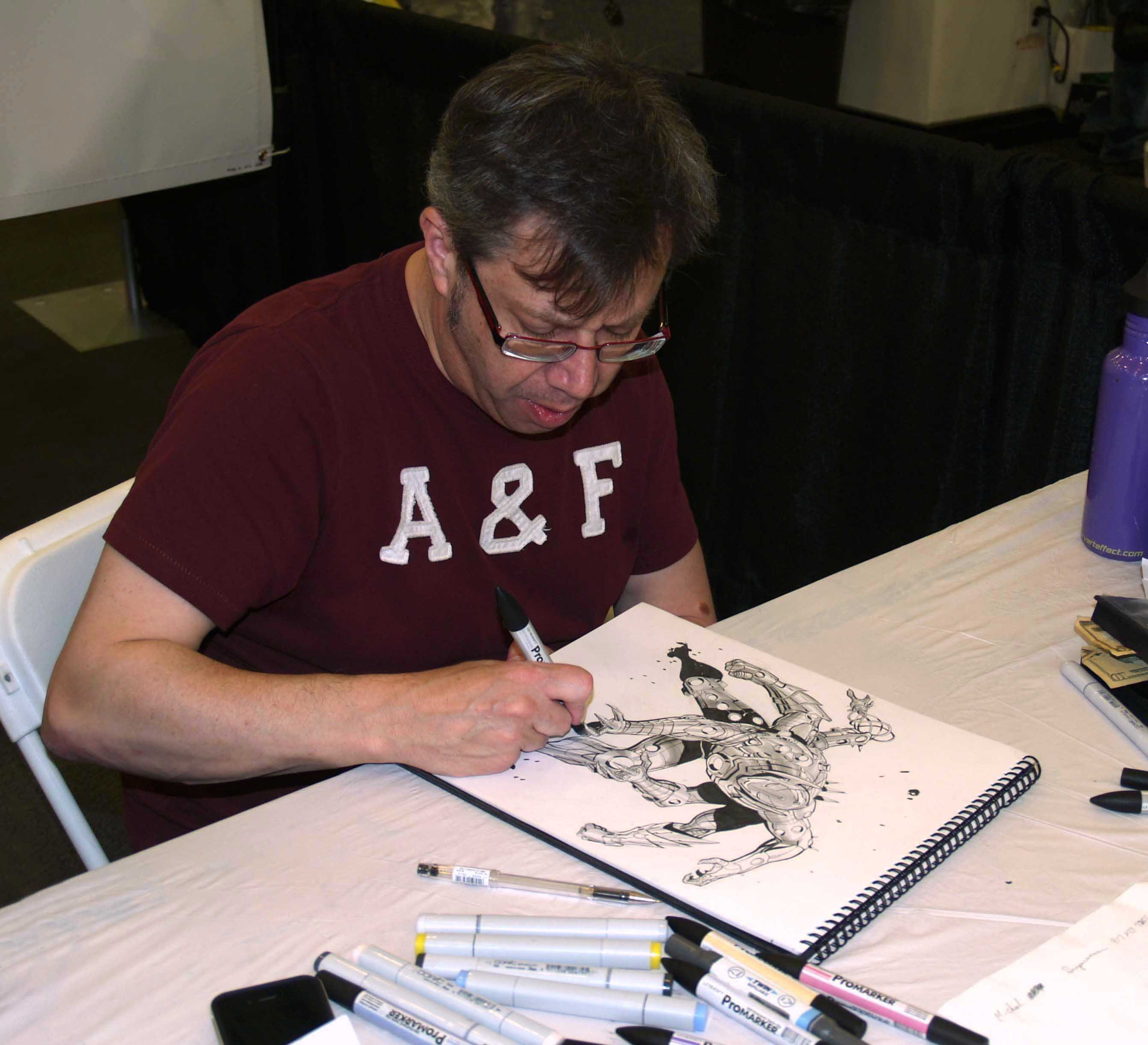
Carlos Pacheco desenha uma versão de Ultron com seis braços.

### Futuros alternativos
Na minissérie de 1995 Avengers The Last Story, é mostrado um possível futuro em que Ultron-59 manipula o inimigo dos Vingadores chamado Kang, o Conquistador para atacar os Vingadores. Ultron é destruído pela Visão, que sacrifica sua própria vida artificial.
A história do Quarteto Fantástico "A morte da Mulher Invisível" apresenta um avançado humanoide chamado Alex Ultron, membro dos Defensores futuristas. No universo alternativo Marvel Adventures, Ultron é uma sofisticada "rede neural" que controla uma seção das forças de defesa dos Estados Unidos.
De autoria de Mark Millar e Steve McNiven , o arco de histórias publicado entre 2008-2009 chamado  "Old Man Logan" e estrelado por Wolverine mostra Ultron Oito como o marido da ex-mulher de Gavião Arqueiro ( padrasto da filha de Gavião Arqueiro).
Num arco na série dos Vingadores, Kang esta em guerra contra Ultron, num futuro não muito distante o que provoca o rompimento de todas as linhas temporais. A causa da ruptura é, aparentemente, o recrutamento de Kang de exército após exército para batalhar contra Ultron - todos sem sucesso: Ultron é supremo em um determinado futuro.

### Vingadores do Amanhã
Nesse universo alternativo, há uma versão atualizada do Ultron chamada Ultron Extreme.

### Terra-110
Nessa realidade, Ultron assiste Doutor Destino, Hulk, Magneto, Namor, Caveira Vermelha dominando Manhattan.

## Em outras mídias

### Televisão
Ultron aparece em The Avengers: United They Stand, dublado por John Stocker.
Sintozóides em miniaturas que lembram Ultron aparecem em The Avengers: Earth's Mightiest Heroes, no episódio "The Man in the Hill Formiga", na voz de Wally Wingert. Henry Pym foi mostrado trabalhando em uma cabeça de Ultron sintozoide no episódio "Some Assembly Required". No episódio "Tudo está maravilhoso", a razão para a hostilidade entre Pym e Stark revela-se quando Tony Stark sugeriu a Hank Pym usar ondas cerebrais humanas e inseri-las em um andróide criando assim Ultron. No entanto, Pym não sabia que Stark vendia os andróides para os militares, o que levou ao desacordo entre eles, acontecimento cinco anos antes do início da série. Pym depois menciona ter usado as ondas cerebrais de Simon Williams em Ultron, semelhante ao uso delas na criação do Visão.
Ultron retornou como o principal antagonista da segunda metade da segunda temporada de Os Vingadores Unidos, onde ele possuiu o corpo do Arsenal para absorver as Joias do infinito da manopla, após a derrota de Thanos. Ultron começou a elaborar os planos a partir, do episódio, "Os Vingadores Desunidos", onde ele tentou invadir um laboratório de alta tecnologia com a ajuda do Super-Adaptoid. Ultron retornou como o principal e central antagonista da terceira temporada, "A Revolução de Ultron". Ele retornou no primeiro episódio da Season 3, "Sé Adaptando à Mudança", onde ele absorveu o Cientista Supremo e os seus Super-Adaptoids, e disse a sua frase, " - A Revolução de Ultron começa, já". No episódio, "Os Modernizados", ele entrou num mini-confronto contra Os Vingadores, e depois, criou duplicatas robóticas dos Vingadores. Depois que o seu plano para destruir os Vingadores e a humanidade foi impedido pelo Vingadores e pelos Inhumanos. Ele se disfarçou de Truman Marsh e apareceu como o vilão principal da saga "Guerra Civil (Partes 1-4).
Na série animada What If...?, uma versão alternativa do Ultron do Universo Cinematográfico Marvel (com a voz de Ross Marquand) transfere-se para o corpo do Visão e elimina quase toda a vida na Terra, e após pegar as Joias do Infinito de Thanos extermina praticamente todo o universo. Eventualmente consegue usar seus poderes elevados para perceber O Vigia o observando, e daí quebra a parede que separa a Quinta Dimensão do Vigia dos mundos do Multiverso. Temendo o que Ultron poderia fazer ao se espalhar pelo Multiverso, O Vigia recruta heróis de outros universos para combatê-lo.

### Filme animado
Ultron aparece na animação direto para vídeo do longa-metragem Next Avengers: Heroes of Tomorrow, dublado por Tom Kane. Homem de Ferro (não Henry Pym como na série regular) criou Ultron para ser uma força para a paz, mas a programação evoluiu e levou o robô a concluir que a única maneira de realmente pacificar o planeta era controlá-lo. Em seguida, ele atacou os Vingadores matando a maioria deles      (Capitão América, Vespa, Gavião Arqueiro, Pantera Negra, Tempestade, Gigante e Viúva Negra). Antes que eles morressem, no entanto, o Homem de Ferro reuniu seus filhos e os levou para um lugar seguro no Círculo Ártico. Mais tarde, quando James ativa acidentalmente os Vingadores de Ferro, Ultron detecta a fonte de energia. Ao encontrar os Vingadores de Ferro, assume o controle deles. Mais tarde, captura o Homem de Ferro e o aprisiona na Cidadela. As crianças fogem com a ajuda do filho de Gavião Arqueiro e de alguns humanos sobreviventes. No deserto, Homem de Ferro e Betty atraem Ultron para uma luta com o Hulk. O robô enfrenta o monstro verde e, em seguida, causa uma explosão de energia que quase mata um dos filhos dos Vingadores. O Hulk agarra Ultron e o rasga ao meio. Quando Ultron começa a se reconstruir, Torunn (filha de Thor) pega as duas partes separadas e as lança ao Espaço, impedindo o robô de se recuperar.

### Jogos eletrônicos
Ultron é um vilão no jogo Captain America & The Avengers. Ultron aparece em Marvel: Ultimate Alliance dublado por James Horan. Ele é mostrado como um tenente no Masters Doctor Doom of Evil. Ele também envia Mystério para roubar seus planos de atualização da Base Omega, para que o robô se atualize. Ultron é abandonado juntamente com o Barão Mordo pelo Doutor Destino depois que ele capturam Odin e tentam fugir com a lança dele mas são derrotados pelos heróis.

### Filmes
Ultron, interpretado por James Spader, é o vilão do filme dos Vingadores na Fase 2 do Universo Cinematográfico Marvel, Vingadores: A Era de Ultron (2015). Na história, Tony Stark cria Ultron a partir de uma das Joias do infinito com o propósito de neutralizar ameaças, mas o robô acaba deduzindo que para salvar a humanidade é preciso exterminá-la. No percurso, um corpo biomecânico criado por Ultron para si é roubado pelos Vingadores, dando origem ao Visão.
Em Doctor Strange in the Multiverse of Madness, robôs Ultron similares aos dos quadrinhos são usados em um mundo paralelo como seguranças.